# Anisota
Anisota este un gen de molii din familia Saturniidae. Omizile acestor molii sunt cunoscute ca viermi de stejar și desfrunzesc stejarul.

## Specii
- Anisota assimilis (Druce, 1886)
- Anisota consularis Dryar, 1896
- Anisota dissimilis (Boisduval, 1872)
- Anisota finlaysoni Riotte, 1969
- Anisota kendallorum Lemaire, 1988
- Anisota leucostygma (Boisduval, 1872)
- Anisota manitobensis McDunnough, 1921
- Anisota oslari Rothschild, 1907
- Anisota peigleri Riotte, 1975
- Anisota punctata Riotte & Peigler, 1982
- Anisota senatoria (Smith, 1797)
- Anisota stigma (Fabricius, 1775)
- Anisota virginiensis (Drury, 1773)